# Nikki Jayne
Nikki Jayne (Wigan, 10 de junio de 1985) es una actriz pornográfica inglesa.

## Biografía
Nacida Samantha Haywood, creció en Beech Hill, suburbio de Wigan, donde fue a la escuela secundaria St John Fisher Catholic High School. Cuando cumplió 18 años, se hizo una operación de implante mamario y sus medidas pasaron de 34A para 34C. Después de terminar el bachiller, fue a la facultad y estudió artes escénicas, negocios y psicología; pero abandonó después de apenas tres meses. Ella entonces comenzó un trabajo de venta de publicidad para el diario Wigan Reporter, donde trabajó tres años y medio.
En 2007, Nikki Jayne visitó el ETO Show en Birmingham, donde trabajó con modelo de vestidos de noche. Mientras que estaba ahí, fue presentada a Gazzman y Dave de la Harmony Films. Tres días después, estaba en la República Checa para filmar su primera escena, que fue lanzada como The Initiation of Nikki Jayne.
Nueve meses después, Jayne fue contratada por la LA Direct Models, que la invitó a ir a Los Ángeles; en junio de 2008, firmó un contrato con la Vivid Entertainment.
En abril de 2009, fue anunciado que escribiría una columna de consejos en la revista británica Men's World Magazine.

## Premios y nominaciones
| Premiación | Año  | Resultado | Categoría                                 | Trabajo                    |
| ---------- | ---- | --------- | ----------------------------------------- | -------------------------- |
| AVN Award  | 2009 | Nominada  | Mejor estrella joven nueva                | —                          |
| AVN Award  | 2009 | Nominada  | Mejor escena de sexo de doble penetración | The Nikki Jayne Experiment |
| AVN Award  | 2010 | Nominada  | Mejor escena de sexo de doble penetración | Catch Me                   |
| AVN Award  | 2010 | Nominada  | Mejor escena de sexo en solitario         | Catch Me                   |
| AVN Award  | 2011 | Nominada  | Mejor actriz                              | The Condemned              |
| AVN Award  | 2011 | Nominada  | Mejor escena de sexo lésbico en grupo     | The Condemned              |
| AVN Award  | 2011 | Nominada  | Mejor escena de sexo de doble penetración | The Condemned              |
| CAVR Award | 2009 | Nominada  | Película Blu-ray del año                  | The Nikki Jayne Experiment |
| XRCO Award | 2009 | Nominada  | Nueva estrella joven                      | Nueva estrella joven       |
| XRCO Award | 2011 | Ganadora  | Mejor actriz                              | Mejor actriz               |
| Hot d'Or   | 2009 | Nominada  | Mejor estrella joven europea              | —                          |
| XBIZ Award | 2009 | Nominada  | Nueva estrella joven del año              | —                          |